# Gnathodicrus yunnanensis
Gnathodicrus yunnanensis là một loài bọ cánh cứng trong họ Elateridae. Loài này được Schimmel & Tarnawski miêu tả khoa học năm 2006.